# Коперник (кратер)
Коперник је кратер на Месецу назван по астроному Николи Копернику, који се налази у источном делу Океана бура. 

## Име
Коперник је добио име по пољском астроному Николи Копернику. Као и многи од кратера на Месечевој ближој страни, име је добио на предлог Ђованија Ричолија, чији је номенклатурни систем 1651. постао стандардизован. Ричоли је Копернику посветио значајан кратер упркос чињеници да је као италијански језуита, морао да прихвати званичан став католичке цркве о устројству Сунчевог система. Он је то правдао напомињући да је симболично бацити све астрономе присталице хелиоцентричног система у Океан бура. Међутим, постоје тумачења да је Ричоли потајно подржавао хелиоцентрични систем.

## Карактеристике
Коперник је могуће видети и уз помоћ двогледа, а налази се северозападно од центра видљиве стране Месечеве хемисфере. Јужно од кратера је Море острва, а у правцу југ-југозапад је кратер Рајнхолд. Северно од Коперника су Карпати, која леже на јужном ободу Мора кише. Западно од Коперника има неколико разбацаних брда. Због своје релативне младости, кратер је остао у релативно добро очуваном стању од свог формирања.
Обод кратера има изразиту хексагоналну форму, са терасастим унутрашњим зидом и косим бедемом широким 30 километара. Постоје три видљиве терасе као и клизиште лучног облика. Највероватније због свог недавног формирања, дно кратера није испуњено лавом . Оно је брдовито у јужној половини и релативно глатко у северној. Централни врхови се уздижу и до 1,2 километара изнад дна. Снимања током осамдесетих година прошлог века су показала да су изграђени углавном од оливина. Године 1966. сонда Лунар Орбитер 2 је фотографисала кратер искоса, ако потенцијално место за спуштање свемирских мисија.

## Сателитски кратери
По конвенцији ове карактеристике су идентификовани на лунарним картама постављањем слова на страну средишта кратера која је најближа Копернику.
| Коперник | Ширина  | Дужина  | Пречник |
| -------- | ------- | ------- | ------- |
| A        | 9.5° N  | 18.9° W | 3 km    |
| B        | 7.5° N  | 22.4° W | 7 km    |
| C        | 7.1° N  | 15.4° W | 6 km    |
| D        | 12.2° N | 24.7° W | 5 km    |
| E        | 6.4° N  | 22.7° W | 4 km    |
| F        | 5.9° N  | 22.2° W | 4 km    |
| G        | 5.9° N  | 21.5° W | 4 km    |
| H        | 6.9° N  | 18.3° W | 5 km    |
| J        | 10.1° N | 23.9° W | 6 km    |
| L        | 13.5° N | 17.0° W | 4 km    |
| N        | 6.9° N  | 23.3° W | 7 km    |
| P        | 10.1° N | 16.0° W | 5 km    |
| R        | 8.1° N  | 16.8° W | 3 km    |